# Dorothea Erbele-Küster
Dorothea Erbele-Küster (* 1969) ist eine deutsche evangelische Theologin. Sie ist Hochschullehrerin an der Johannes Gutenberg-Universität Mainz für Gender, Diversität und biblische Literaturen.

## Werdegang
Dorothea Erbele-Küster studierte, nachdem sie 1988/89 ein diakonisches Jahr in Courbevoie/Paris absolviert hatte, evangelische Theologie in Tübingen und Heidelberg. Im Juli 1995 legte sie ihre Erste Theologische Prüfung bei der Evangelischen Landeskirche in Württemberg ab. Nach einem Gastvikariat von Oktober 1998 bis Februar 2001 in der Evangelischen Kirche der Pfalz wurde sie in dieser im Juni 2001 ordiniert.
1999 wurde sie an der Evangelisch-Theologischen Fakultät der Universität Hamburg promoviert. Die Arbeit unter dem Titel Lesen als Akt des Betens. Eine Rezeptionsästhetik der Psalmen wurde durch Hermann Spieckermann betreut und mit magna cum laude ausgezeichnet. Im März 2001 trat sie ihre Postdoc-Stelle im Graduiertenkolleg „Religion und Normativität“ an der Universität Heidelberg an, wo sie von Oktober 2002 bis September 2003 als Wissenschaftliche Mitarbeiterin tätig war. Zur selben Zeit arbeitete sie an der Bibel in gerechter Sprache mit, wo sie bei der 1.-3. Auflage die Übersetzung von Levitikus und Jona übernahm.
2004 bis 2006 arbeitete sie an ihrem Postdoc-Projekt mit dem Thema Körper und Geschlecht. Studien zu Lev 12 und 15 an der Theologischen Universität der Protestantischen Kirchen Kampen (Niederlande) und trat im Juli 2006 eine Stelle als Dozentin für Altes Testament an ebendieser Universität an. Gleichzeitig hatte sie eine Professur für Altes Testament und Hebräisch an der Fakultät für protestantische Theologie in Brüssel inne. 2014 reichte Dorothea Erbele-Küster ihre Habilitationsschrift Körper und Geschlecht. Studien zu Lev 12 und 15, die zu diesem Zeitpunkt bereits veröffentlicht war, im Fach Altes Testament an der Johannes Gutenberg-Universität (JGU) Mainz ein.

Vom SS 2014 bis zum SS 2016 war sie als Wissenschaftliche Mitarbeiterin im Fachbereich Altes Testament/Biblische Archäologie an der JGU Mainz tätig und trat im Wintersemester eine zweisemestrige Vertretungsprofessur (W3) an der Ruprecht-Karls-Universität Heidelberg im Seminar für Altes Testament an der Theologischen Fakultät an. 2015 widmete ihr die Universität der Protestantischen Kirchen Kampen/NL die Festschrift So good, so beautiful: Studies into Psalms, ethics, aesthetics, and hermeneutics, brought together in honour of Dorothea Erbele-Küster OCLC 934434155.

Von September bis Dezember 2017 war sie als Visiting Professor am Jewish Theological Seminary in New York City und kehrte im Sommersemester 2018 als Wissenschaftliche Mitarbeiterin an den Fachbereich Altes Testament/Biblische Archäologie der JGU Mainz zurück. Es folgte eine Lehrstuhlvertretung (50 %) an der Theologischen Fakultät der Humboldt-Universität in Berlin sowie eine Assistenzprofessur für Altes Testament an der Katholischen Privat-Universität Linz.
Seit Winter 2019 hat sie eine Lehr- und Forschungsstelle für Gender, Diversität und biblische Literaturen inne und wurde 2019 zur außerplanmäßigen Professorin für Altes Testament an der Johannes Gutenberg-Universität Mainz ernannt. Außerdem ist sie Mitglied im Leitungsteam des Mainzer Forschungszentrums für Ethik in Antike und Christentum (e/ac). Seit 2017 ist sie Co-Chair der Gruppe Meals in the Old Testament/Hebrew Bible and its Context der Society of Biblical Literature.

## Forschungsschwerpunkte
- Interkulturelle und Feministische Hermeneutik
- Ethik und Kulturanthropologie des Alten Testaments
- Ethik der Esskultur im Alten Testament
- Traumaforschung und Biblische Exegese
- Jüdisch-christlich-muslimischer Dialog
- Körper- und Geschlechterforschung
- Psalmen und Levitikus

## Publikationen (Auswahl)

### Monographien
- Lesen als Akt des Betens. Eine Rezeptionsästhetik der Psalmen (= WMANT 87). Neukirchen-Vluyn 2001; reprint bei Wipf and Stock 2013.
- Körper und Geschlecht. Studien zur Anthropologie von Lev 12 und 15 (= WMANT 121). Neukirchen-Vluyn 2008.
  - Body, Gender and Purity in Leviticus 12 and 15 (= The Library of Hebrew Bible/Old Testament Studies 539), T@T Clark/Continuum 2017.
- Verführung zum Guten. Biblisch-Theologische Erkundungen zwischen Ethik und Ästhetik (= Theologische Interventionen Bd. 3). Stuttgart 2019.
- Koautorin mit Volker Küster, Michael Roth: Theologie infiziert. Religiöse Rede im Kontext der Pandemie (= Theologische Interventionen Bd. 7). Kohlhammer, Stuttgart 2021.

### Sammelbände
- mit Detlev Dieckmann (Hrsg.): “Du hast mich aus meiner Mutter Leib gezogen”. Beiträge zur Geburt im Alten Testament. Neukirchen-Vluyn 2006.